# Taghzout
Taghzout (franska: Taghzout (CR), Taghzout (Commune Rurale), arabiska: تاغزوت) är en kommun i Marocko.   Den ligger i provinsen Al Hoceïma och regionen Tanger-Tétouan-Al Hoceïma, i den nordöstra delen av landet, 220 km öster om huvudstaden Rabat. Antalet invånare är 5 115.